# 복리 (전한)
복리(伏理, ? ~ ?)는 전한 말기의 학자이자 관료로, 자는 유군(斿君)이며 낭야군 동무현(東武縣) 사람이다. 전한 초기의 학자 복승의 후손이다.

## 행적
사단·만창과 함께 광형을 사사하였고, 성제에게 《시경》을 가르치고 관직이 고밀태부에 이르렀다.
아들 복담은 후한 때 대사도를, 복암은 광록훈을 지냈다.

## 출전
- 반고, 《한서》 권88 유림전
- 범엽,《후한서 권26 복후송채풍조모위열전